# Criófita
As criófitas compreende uma classificação de vegetais capazes de se desenvolverem em condições de gelo ou temperaturas extremamente baixas.  Essas espécies possuem características únicas que lhes permitem resistir a temperaturas abaixo de zero, à falta de água liquida e aos longos períodos de escuridão.

## Características
Para sobreviver em condições tão adversas, as criófitas desenvolveram uma série de adaptações capazes de possibilitar sua sobrevivência em localidades com frequentes episódios de frio extremo.  Muitas criófitas possuem raízes longas e profundas que lhes permitem alcançar o solo úmido e com nutrientes existente abaixo da camada congelada.
As folhas das criófitas são geralmente pequenas e cobertas por pelos, o que ajuda a reduzir a perda de água por transpiração e a proteger as células do frio. Alguns pigmentos, como a antocianina, ajudam a proteger as células das criófitas da radiação ultravioleta e da fotoinibição, que podem ocorrer em condições de alta luminosidade e baixas temperaturas.

Os vegetais criófitos possuem um metabolismo adaptado para funcionar em baixas temperaturas, com enzimas capazes de catalisar reações bioquímicas mesmo em condições de congelamento. Muitas criófitas possuem ciclos de vida curtos e se reproduzem rapidamente durante os breves períodos de verão, garantindo assim a perpetuação da espécie.